# The Vivienne
James Lee Williams (Colwyn Bay, 12 de abril de 1992 - Chorlton-by-Backford, 5 de janeiro de 2025), mais conhecido por seu nome artístico The Vivienne ("A Vivienne", em tradução para o português), foi um ator, drag queen, personalidade da televisão e cantor britânico, conhecido por ter sido nomeado embaixador drag do Reino Unido em 2015 numa competição apresentada por RuPaul Charles. Mais tarde, participou na primeira temporada do RuPaul's Drag Race UK, a edição britânica do programa que havia lhe concedido o título em 2015, tornando-se no primeiro vencedor, e, em 2022, competiu na sétima temporada do RuPaul's Drag Race All Stars. Nesse mesmo ano, iniciou a sua carreira musical ao lançar o seu albúm, Bitch on Heels, e em 2023, tornou-se no primeiro artista drag a competir no Dancing on Ice, uma série de televisão britânica apresentada por Phillip Schofield, tendo concorrido na décima quinta temporada, terminando em terceiro lugar. Em 2024 estreou-se no teatro como a Bruxa Má do Oeste na turnê do musical The Wizard of Oz pelo Reino.

## Início da vida e educação
Descendente de ciganos romnichals, James Lee Williams nasceu em Colwyn Bay, uma localidade na região mais ao norte do País de Gales, no Reino Unido, onde cresceu e estudou na escola privada e metodista Rydal Penrhos. Aos 16 anos mudou-se para Liverpool, estreando-se na arte do drag pouco depois.

## Carreira
Após estrear-se como drag queen em Liverpool, onde trabalhou em vários bares, como o Superstar Boudoir, um ponto de referência para a comunidade LGBT da cidade, James Lee Williams adoptou o nome de The Vivienne, sendo assim apelidado e conhecido por usar roupas da estilista britânica Vivienne Westwood, acrescentando o artigo definido "The" ("A", em português) como forma de se destacar e tornar a sua persona única, utilizando os pronomes they/them.

A 28 de maio de 2015 participou num evento de um dia, julgado por RuPaul, Katie Price e Jonathan Ross, que ocorreu no Café de Paris, em Londres, onde foi um dos primeiros classificados, ao lado da drag queen La Voix, e coroado como embaixador do Reino Unido no universo de RuPaul's Drag Race. Posteriormente, como parte do prémio ganho, viajou para Los Angeles, onde fez, em 2016, uma aparição especial na oitava temporada de RuPaul's Drag Race.

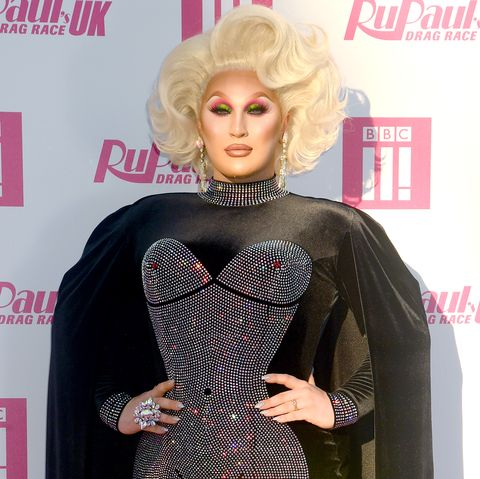
The Vivienne no lançamento do RuPaul's Drag Race UK, setembro de 2019

Em 2019 integrou o elenco da primeira temporada do reality show e programa de competição RuPaul's Drag Race UK. Ao longo da competição, venceu três desafios, incluindo a prova Snatch Game, onde personificou o então presidente dos Estados Unidos Donald Trump, fazendo furor ao lado de Baga Chipz, que estava fantasiada de Margaret Thatcher, a primeira-ministra britânica entre 1979 e 1990.  The Vivienne venceu a competição, sendo coroado como "First Drag Superstar" do Reino Unido.
Em setembro desse mesmo ano, The Vivienne participou numa websérie, organizada em colaboração com a marca de veículos de luxo Jaguar Cars e a revista Attitude, onde artistas drag competiam em prol de uma instituição de caridade, concorrendo pela Sahir House, uma instituição de caridade sediada em Liverpool. Dois meses depois, embarcou na sua primeira turnê, ao lado de outros concorrentes do RuPaul's Drag Race UK, apresentada pela artista drag Alyssa Edwards, e, reprisou a sua imitação do Snatch Game, juntamente com Baga Chipz, no Morning T&T, um programa televisivo de notícias fictícias. Ao ser entrevistado pelo Gay Times, descreveu o programa como uma "paródia do Good Morning Britain e do Good Morning America ".

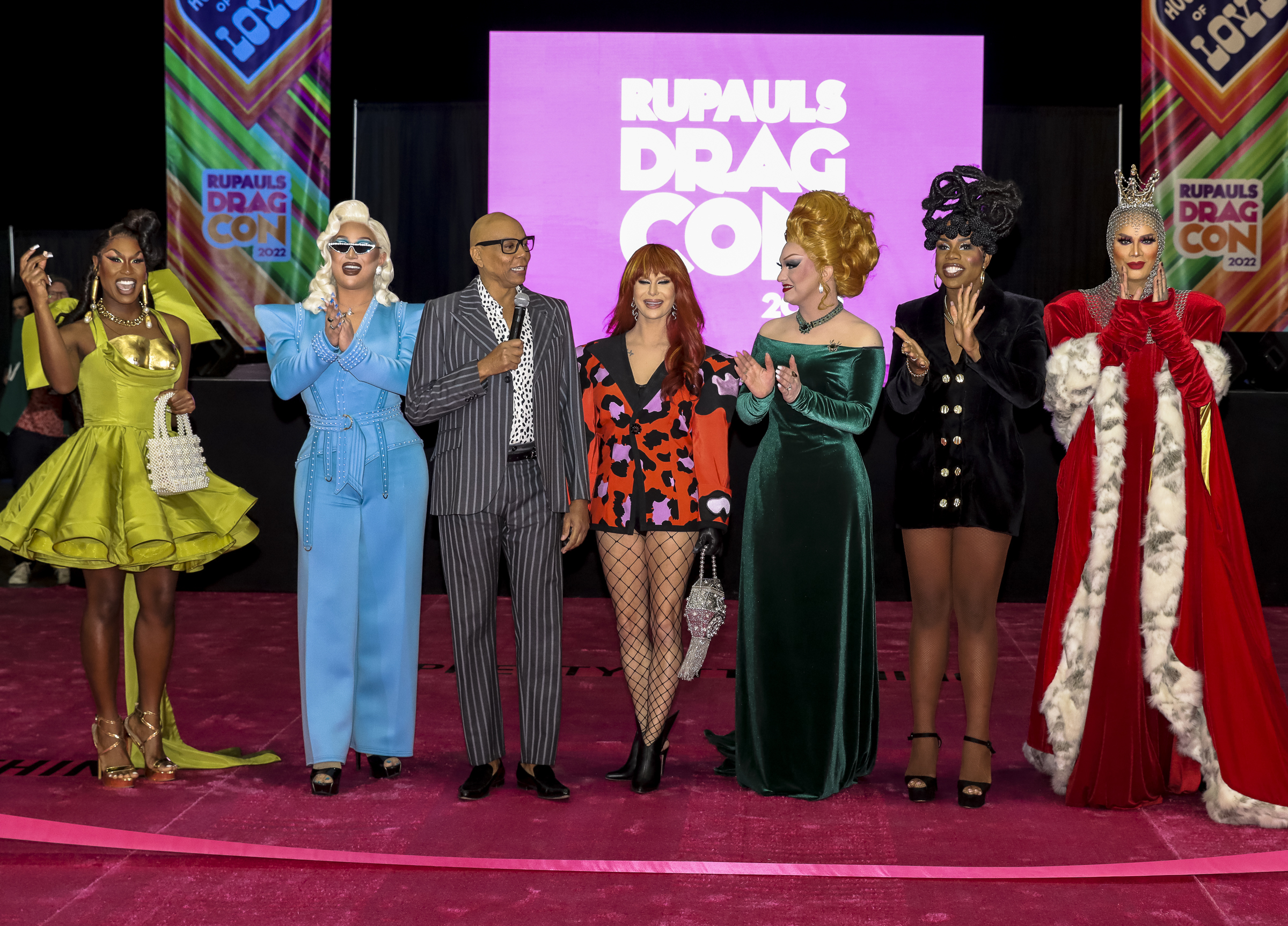
RuPaul Charles e o elenco de RuPaul's Drag Race All Stars 7 (Shea Couleé, The Vivienne, Trinity the Tuck, Jinkx Monsoon, Monét X Change e Raja) no LA DragCon de 2022.

Em 2020, a produtora World of Wonder anunciou uma série de seis episódios que documentava o percursos do artista, enquanto produzia um videoclipe e viajava por Los Angeles, nos Estados Unidos. The Vivienne Takes on Hollywood estreou em 9 de abril de 2020 na BBC Three e foi transmitido simultaneamente pela WOW Presents Plus. No mesmo mês, The Vivienne e Baga Chipz co-apresentaram a versão britânica de I Like to Watch, uma websérie onde faziam resenhas humorísticas de programas originais da Netflix.
No ano seguinte, fez uma aparição especial na novela Emmerdale e participou no programa Celebrity Hunted do Channel 4, onde competiu em prol da organização humanitária Stand Up to Cancer. Em 2022, The Vivienne integrou o elenco da sétima temporada de RuPaul's Drag Race All Stars, onde ex-vencedores e vencedoras da franquia retornavam à competição pelo título de "Rainha de Todas as Rainhas", e competiu na décima quinta temporada do reality show de patinagem no gelo Dancing on Ice, tornando-se no primeiro artista drag a participar no programa, terminando em terceiro lugar. Em junho de 2023, foi convidado para apresentar o prémio de "Scene of the Year" no British Soap Awards.

### Música
Estreou-se na música com o single "Tonight", lançada em 20 de maio de 2020, onde expressou que a canção de estilo dance-pop era "o epítome da palavra banger" que combinava tanto o "baixo forte quanto os vocais altos". Meses depois, em 21 de outubro, fez um cover da música de 1984 "You Spin Me Round (Like a Record)" da banda Dead or Alive, da qual prestou homenagem ao falecido membro Pete Burns. "Bitch on Heels" foi lançado em 25 de março de 2021, escrito pela compositora Diane Warren e produzido pelo produtor musical sueco Tannergard. Posteriormente, o seu primeiro e único álbum, lançado a 22 de julho de 2022, recebeu o nome do single "Bitch on Heels".
Em 19 de dezembro de 2021, lançou, com a drag queen inglesa Tia Kofi, um cover da canção "Jingle Bell Rock" de 1957, e em 2022, participou na música de angariação de fundos para caridade "We Werk Together" do duo Ant & Dec, composto pelos entertainers Anthony McPartlin e Declan Donnelly, ao lado das drag queens Lawrence Chaney e Krystal Versace.

## Vida pessoal
Em 2019 casou-se com David Ludford. O relacionamento durou até abril de 2023, quando o casal anunciou a separação.
Em junho de 2023, foi vítima de um ataque homofóbico num restaurante da cadeia McDonald's em Liverpool. Num comunicado oficial, a polícia local confirmou que "um homem proferiu comentários homofóbicos e depois acertou-lhe com um soco no rosto antes de fugir do local".  James Lee Williams falou publicamente sobre o ataque para destacar o fato da homofobia ainda existir em 2023 e pediu aos membros da comunidade LGBT que permanecessem vigilantes quando estivessem em público. Mais tarde, em dezembro do mesmo ano, Alan Whitfield, um homem de 51 anos, foi considerado culpado de agressão motivada por homofobia, tendo o júri confirmado a agressão mas negado a motivação preconceituosa. O agressor foi condenado a uma medida restritiva de 2 anos, sendo proibido de se aproximar da vítima, e 12 semanas de prisão, contudo, a 5 de janeiro de 2024, a pena foi suspensa.
Durante a sua vida, The Vivienne lutou contra o vício em drogas, incluindo o uso abusivo de cetamina.

### Morte
A 5 de janeiro de 2025, a polícia foi chamada a um endereço em Chorlton-by-Backford após relatos de uma "morte súbita". Mais tarde foi anunciado o falecimento de James Lee Williams aos 32 anos de idade, em casa. O seu agente declarou que a sua morte havia ocorrido durante o fim de semana e que a sua família havia optado por não divulgar mais detalhes no momento. A polícia informou que a causa da morte "não era suspeita", não existindo indícios de crime. Nas redes sociais, os perfis da franquia RuPaul's Drag Race prestaram homenagem, lembrando-o como um "farol de criatividade e autenticidade" e que "incorporou o que [significa] ser um verdadeiro campeão". Competidoras e colegas de elenco também prestaram várias homenagens, incluindo Baga Chipz, que descreveu o parceiro como "melhor amigo no mundo inteiro", e Michelle Visage, que o citou como um "farol para muitos" e que fará "muita falta". RuPaul prestou homenagem no dia seguinte, dizendo que o seu coração estava "partido" e o descreveu como uma "rainha incrivelmente talentosa" e um "ser humano adorável". The Vivienne tornou-se no primeiro vencedor da franquia Drag Race a falecer.

## Discografia

### Álbum
| Título         | Data de Lançamento  | Formatos                       |
| -------------- | ------------------- | ------------------------------ |
| Bitch on Heels | 22 de julho de 2022 | - Download digital - Streaming |

### Singles

#### Como artista principal
| Título                                                                | Ano  | Álbum          |
| --------------------------------------------------------------------- | ---- | -------------- |
| "Tonight"                                                             | 2020 | Bitch on Heels |
| "You Spin Me Round" (Remixagem por Initial Talk)                      | 2020 | Bitch on Heels |
| "Bitch on Heels"                                                      | 2021 | Bitch on Heels |
| "Jingle Bell Rock" (com Tia Kofi e remixagem por Slim Tim)            | 2021 |                |
| "We Werk Together" (com Ant & Dec, Lawrence Chaney e Krystal Versace) | 2022 |                |

#### Participações
| Título | Ano  | Posições nas charts musicais | Posições nas charts musicais    |
| Título | Ano  | Reino Unido                  | Músicas Dan/Eletrônicas dos EUA |
| --- | ---- | ---------------------------- | ------------------------------- |
| "Break Up (Bye Bye)" (Filth Harmony version) (com integrantes da primeira temporada de RuPaul's Drag Race UK)         | 2019 | 35                           | 45                              |
| "To the Moon" (Cast Version) (RuPaul com participação de integrantes da primeira temporada de RuPaul's Drag Race UK)  | 2019 | —                            | —                               |
| "Legends" (Cast Version) (RuPaul com participação de integrantes da sétima temporada de RuPaul's Drag Race All Stars) | 2022 | —                            | —                               |
| "2gether 4eva" (The Other Girls) (com integrantes da sétima temporada de RuPaul's Drag Race All Stars)                | 2022 | —                            | —                               |

### Clipes musicais
| Título           | Ano  | Álbum          | Diretor(es) | Ref.   |
| ---------------- | ---- | -------------- | ----------- | ------ |
| "Bitch on Heels" | 2021 | Bitch on Heels | Dario Shu   | [ 59 ] |

## Filmografia

### Televisão
| Ano  | Título                                         | Papel                             | Notas                                                | Ref.   |
| ---- | ---------------------------------------------- | --------------------------------- | ---------------------------------------------------- | ------ |
| 2016 | RuPaul's Drag Race                             |                                   | Temporada 8, episódio 4; membro da plateia           | [ 60 ] |
| 2016 | Absolutely Fabulous: The Movie                 | Drag Queen                        |                                                      | [ 61 ] |
| 2017 | Just Tattoo of Us                              | The Vivienne                      | Convidado                                            | [ 62 ] |
| 2019 | RuPaul's Drag Race UK                          | The Vivienne                      | Concorrente e vencedor                               | [ 63 ] |
| 2019 | The Big Fat Quiz of the Year                   | The Vivienne                      |                                                      | [ 64 ] |
| 2020 | RuPaul's Drag Race                             | Donald Trump                      | Temporada 12, episódio 1                             | [ 65 ] |
| 2020 | Celebrity Juice                                | The Vivienne                      | Convidado em dois episódios                          | [ 66 ] |
| 2020 | Trump in Tweets                                | Donald Trump                      | Creditado como voice-over                            | [ 67 ] |
| 2020 | The Great British Sewing Bee                   | The Vivienne                      | Concorrente da edição especial de Natal              | [ 68 ] |
| 2021 | RuPaul's Drag Race UK                          | The Vivienne                      | Temporada 2; convidado especial                      | [ 69 ] |
| 2021 | Emmerdale                                      | The Vivienne                      | Convidado especial                                   | [ 70 ] |
| 2021 | CelebAbility                                   | The Vivienne                      | Concorrente                                          | [ 71 ] |
| 2021 | Apocalypse Wow                                 | The Vivienne                      | Concorrente                                          | [ 72 ] |
| 2021 | Karaoke Club: Drag Edition                     | The Vivienne                      | Concorrente                                          | [ 73 ] |
| 2021 | All-Star Dance Off                             | The Vivienne                      | Co-apresentador com Steen Raskopoulos                | [ 74 ] |
| 2021 | The Weakest Link                               | The Vivienne                      | Concorrente no especial de Véspera de Ano Novo       | [ 75 ] |
| 2022 | Celebrity Hunted                               | James Lee Williams e The Vivienne | Temporada 4; concorrente                             | [ 76 ] |
| 2022 | Ant and Dec's Saturday Night Takeaway          | The Vivienne                      | Performance de encerramento The End of the Show Show | [ 77 ] |
| 2022 | This Is Going to Hurt                          | Drag Queen                        | Episódio 4                                           | [ 78 ] |
| 2022 | Celebrity Mastermind                           | The Vivienne                      | Temporada 20, episódio 5; concorrente                | [ 79 ] |
| 2022 | RuPaul's Drag Race All Stars                   | The Vivienne                      | Temporada 7; concorrente                             | [ 80 ] |
| 2022 | Countdown to All Stars 7: You're a Winner Baby | The Vivienne                      | Especial do canal televiso britânico VH1             | [ 81 ] |
| 2022 | The View                                       | The Vivienne                      | Convidado                                            | [ 82 ] |
| 2022 | Celebrity Karaoke Club                         | The Vivienne                      | Temporada 3; convidado                               | [ 83 ] |
| 2022 | The Chris & Rosie Ramsey Show                  | The Vivienne                      | Convidado                                            | [ 84 ] |
| 2022 | RuPaul's Drag Race UK                          | The Vivienne                      | Temporada 4; convidado especial                      | [ 85 ] |
| 2023 | That's My Jam                                  | The Vivienne                      | Concorrente                                          | [ 86 ] |
| 2023 | Dancing on Ice                                 | The Vivienne                      | Temporada 15; concorrente                            | [ 87 ] |
| 2023 | The Chase: Celebrity Special                   | The Vivienne                      | Concorrente                                          | [ 88 ] |
| 2023 | The British Soap Awards                        | The Vivienne                      | Apresentador do prémio "Scene of the Year"           | [ 89 ] |
| 2023 | This Morning                                   | The Vivienne                      | Convidado                                            | [ 90 ] |
| 2024 | Blankety Blank                                 | The Vivienne                      | Boxing Day special; convidado                        | [ 91 ] |

### Websérie
| Ano        | Título                          | Papel        | Notas                          | Ref.          |
| ---------- | ------------------------------- | ------------ | ------------------------------ | ------------- |
| 2015, 2020 | Transformations                 | The Vivienne |                                | [ 92 ] [ 93 ] |
| 2019       | Jag Race                        | The Vivienne | Revista Attitude               | [ 94 ]        |
| 2019–2020  | Morning T&T                     | Donald Trump | World of Wonder                | [ 95 ]        |
| 2020       | The WOW Report                  | The Vivienne | Convidado                      | [ 96 ]        |
| 2020       | I Like to Watch UK              | The Vivienne | Netflix Britain                | [ 97 ]        |
| 2020       | God Shave the Queens            | The Vivienne | World of Wonder                | [ 98 ]        |
| 2020       | The Vivienne Takes on Hollywood | The Vivienne | World of Wonder                | [ 99 ]        |
| 2020       | Trump Learns Things             | Donald Trump | World of Wonder                | [ 100 ]       |
| 2020       | The Pit Stop                    | The Vivienne | Temporada 5, episódio 3        | [ 101 ]       |
| 2022       | Around the Table                | The Vivienne | Entertainment Weekly           | [ 102 ]       |
| 2022       | BuzzFeed Celeb                  | The Vivienne | BuzzFeed Celeb YouTube channel | [ 103 ]       |
| 2022       | Friendship Test                 | The Vivienne | Glamour                        | [ 104 ]       |
| 2022       | Drip Or Drop?                   | The Vivienne | Cosmopolitan                   | [ 105 ]       |
| 2022       | Bring Back My Girls             | The Vivienne | World of Wonder Plus Series    | [ 106 ]       |

## Teatro
| Representação | Representação           | Representação     | Representação          | Representação   |
| Ano           | Título                  | Papel             | Notas                  | Ref.            |
| ------------- | ----------------------- | ----------------- | ---------------------- | --------------- |
| 2023–2024     | The Wizard of Oz        | Bruxa Má do Oeste | Turnê pelo Reino Unido | [ 107 ] [ 108 ] |
| 2024          | Chitty Chitty Bang Bang | The Childcatcher  | Turnê pelo Reino Unido | [ 109 ]         |

## Prémios e nomeações
| Ano  | Prêmio                          | Prêmio traduzido (pt)                 | Categoria             | Categoria traduzida (pt) | Trabalho     | Nota | Result | Ref.    |
| ---- | ------------------------------- | ------------------------------------- | --------------------- | ------------------------ | ------------ | --- | ------ | ------- |
| 2022 | Virgin Atlantic Attitude Awards | Prémios de atitude da Virgin Atlantic | The Inspiration Award | Prémio de Inspiração     | The Vivienne | O prémio, organizado pela revista britânica Attitude, tem como objetivo reconhecer as conquistas de indivíduos e organizações que promovem a inclusão, a diversidade e os direitos da comunidade LGBT, homenageando pessoas que se destacam pelas suas contribuições para a comunidade LGBT em diversas áreas, como política, ativismo, entretenimento, música, esporte e moda. O Inspiration Award do Virgin Atlantic Attitude Awards é uma categoria dedicada a homenagear indivíduos que são reconhecidamente fontes de inspiração, como pessoas que, por meio de suas ações, vida pessoal ou carreira, desempenharam um papel significativo na promoção da igualdade, da diversidade e da inclusão, ajudando a quebrar barreiras, desafiar estigmas e criar impacto positivo, inspirando outros a lutar por seus direitos e viver autenticamente. The Vivienne foi a personalidade vencedora por desafiar a sociedade conservadora britânica ao vencer o RuPaul's Drag Race UK, sendo a sua vitória no programa apontado como um meio para trazer a arte do drag para o mainstream britânico, ajudando a quebrar estigmas sobre identidade de gênero e sexualidade, usando sua plataforma para defender os direitos LGBT, promover a aceitação de pessoas trans e combater a discriminação. | Venceu | [ 110 ] |